# Oton Burgundski
Oton Burgundski (ili Oto; francuski: Otton de Bourgogne; 944. – 22./23. veljače 965.; pokopan u Auxerreu) bio je francuski plemić, vojvoda Burgundije od 956. do svoje smrti.
Otac mu je bio grof Pariza Hugo Veliki (898. – 956.), sin kralja Roberta I.
Majka mu je bila Hugova treća supruga, Hedviga od Saske.
Oton je bio brat kralja Huga Capeta te tako stric Gizele Francuske, grofice Ponthieua.
Oton je oženio Lietgardu Burgundsku, kćer vojvode Gilberta i njegove supruge Ermengarde Burgundske. Par je bio bez djece.
Otona je naslijedio njegov brat, svećenik Odo, vojvoda Henrik I.